# Zora (album)
Zora è il quarto album in studio del gruppo musicale australiano Sheppard, pubblicato il 21 giugno 2024.

## Tracce
1. Zora – 1:24
2. Daylight – 3:14
3. Good Time – 2:52
4. Got to Be Love – 3:48
5. Sunshine – 3:34
6. Edge of the Earth – 3:36
7. Love Like That – 3:20
8. Nothing Without You – 3:40
9. Running Straight to You – 3:44
10. Respect – 2:59
11. Chasing the Sound – 3:30
12. Dancing on the Sun – 4:15
13. The Gift – 3:14
14. Love Me Tomorrow – 2:52
15. Play on the Moon – 3:59
16. Sumrak (featuring Zora Pugl) – 1:05

## Formazione
- Amy Sheppard – cori (tracce 1, 3, 4, 6–9, 11–13, 15, 16), voce addizionale (2), voce (5, 10)
- Emma Sheppard – cori (tracks 4, 5, 7–11, 13–16)
- George Sheppard – voce (tracks 1–9, 11–16), chitarra (1, 3–5, 7–11, 13–16), tastiera (5), programmazione (6), cori (10, 14)